# 富里市循環バス
富里市循環バス（とみさとしじゅんかんバス）は、千葉県富里市のコミュニティバスである。循環バスには「さとバス」の愛称が付いている。以前は芝山交通が受託していたが、2013年（平成25年）度から、さとバスは千葉交通成田営業所に、デマンドタクシーは成田タクシーに変更されている。
いずれも平日のみの運行で土曜休日と年末年始は運休。

## 沿革
- 2002年9月 - 本格運行開始
- 2005年 - 「さとバス」の愛称制定
- 2015年（平成27年）4月1日 - 『さとバス』路線再編。デマンド交通の本格運行開始。

## 現行路線（さとバス）
さとバスは他の自治体と同じコミュニティバスの位置付けで、後述のデマンド交通と違って市外在住者でも予約なしで利用できる。

### 酒々井駅線
- 富里市役所 - 人形台団地 - 富里高校 - 七栄小学校 - ふるさと自然公園 - 伊篠新田 - 南平台中央 - 新橋公民館 - JR酒々井駅 - 京成酒々井駅

新橋公民館とJR酒々井駅の間の酒々井町内にはバス停はない。また、JR酒々井駅と京成酒々井駅の間の相互利用はできない。

### 富里バスターミナル線
- 富里市役所 - 人形台団地 - 中沢辺田公民館 - 新橋公民館 - 南平台中央 - 伊篠新田 - ふるさと自然公園 - ヤックス富里インター店 - 富里バスターミナル

## 現行路線（デマンド交通）
デマンド交通は乗合タクシーの一種で、成田タクシーのハイヤー兼用車両を使い、定員4人で運行する。利用は市内在住者に限り、事前に富里市役所企画課に利用者登録を行ったうえで、乗車希望時間の1時間前まで（午前8時台出発の便は前営業日の午後5時まで）に指定の電話番号へ予約を入れなければならない。このため、市外在住者はたとえ沿線に用務があっても利用できず、千葉交通バス久能両国線（武州と八街駅の間）・八街ハニワ台線の代替として薦められる訳ではない。
全路線、富里バスターミナルで東京駅直通の高速バス八日市場駅・匝瑳市役所ルートに接続する。

### 根木名ルート
- 富里バスターミナル - ランドロームフードマーケット - 獅子穴街区公園 - 東七栄ニュータウン - ラディソンホテル成田 - 桜台団地 - 北大和ニュータウン - 根木名ニュータウン -  成城台ニュータウン - ミニストップ富里七栄店 - 千葉銀行富里支店 - 市立図書館 - 龍岡クリニック - JA富里 - 富里市役所

本ルートに限り、ラディソンホテルでも高速バス東京駅線との乗り継ぎができる。

### 高松ルート
- 富里バスターミナル - ランドロームフードマーケット - 千葉銀行富里支店 - 市立図書館 - 龍岡クリニック - JA富里 - 富里市役所 - 立沢台中央 - 二重堀集会所 - 中沢病院 - ナイキCSC - 南山団地 - 新中沢ニュータウン - 高松 - 浩養小学校 - 十倉厚生園 - 八街駅

十倉厚生園と八街駅の間の八街市内には停留所はない。

### 十倉ルート
- 富里バスターミナル - ランドロームフードマーケット - 千葉銀行富里支店 - 富里中央公園 - 高根病院 - 動物愛護センター - 市立図書館 - 龍岡クリニック - JA富里 - 富里市役所 - 葉山台第二団地 - 十倉台ニュータウン - 南団地 - 十倉交差点 - 洗心小学校 - 二区東 - 三区公民館 - 実の口交差点 - 稲荷神社 - 八街駅

稲荷神社と八街駅の間の八街市内には停留所はない。

## 再編前の路線

### 根木名循環
- 市役所 - 市立図書館 - 東七栄NT - 久能 - 作畑 - 旭ヶ丘ニュータウン - 市立図書館 - 市役所

### 新橋循環
- 市役所 - 市立図書館 - 人形台団地 - 新橋 - 伊篠新田 - 南七栄ニュータウン - 人形台団地 - 市立図書館 - 市役所

### 高松循環
- 市役所 - 市立図書館 - 高野運動場入口 - 実の口交差点 - 高松 - 新中沢ニュータウン - 高野運動場入口 - 市立図書館 - 市役所

### 十倉循環
- 市役所 - 市立図書館 - 高根病院 - 南団地 - 三区 - 二区集出荷場 - 三区 - 実の口交差点 - 武州 - 旧平 - 市立図書館 - 市役所

## 運賃
- 2015年（平成27年）4月の再編後は大人300円、後期高齢者150円、小学生100円。JR酒々井駅、京成酒々井駅、八街駅など富里市外の停留所へ行く場合は大人400円、後期高齢者・小学生200円。なお各種障がい者手帳所持者は全区間無料。